# John Carver Meadows Frost
John Carver Meadows Frost, connu sous son diminutif « Jack », nait en 1915 à Walton-on-Thames, en Angleterre. Il meurt le 9 octobre 1979 à Auckland, Nouvelle-Zélande, des suites d'une crise cardiaque. Ingénieur aéronautique en Angleterre, ses premières contributions ont consisté à développer des prototypes supersoniques expérimentaux. Il est à l'origine du développement des premiers avions de chasse canadiens pour le compte de la compagnie Avro Canada, avec notamment l'Avro Canada CF-100. Il a aussi fortement influencé le développement des projets VTOL de la compagnie canadienne (vertical take-off and landing : décollage et atterrissage vertical), en particulier en qualité de développeur des projets de soucoupes volantes. Le projet américano-canadien Avrocar est une de ces créations les plus impressionnantes des années 1950.